# Empire Awards 2008
La 13ª edizione degli Empire Awards, organizzata dalla rivista cinematografica inglese Empire,  si è svolta il 9 marzo 2008 a Londra, e premiò i film usciti nel 2007.

## Vincitori e candidati
I vincitori sono indicati in grassetto.
 Miglior film 
- The Bourne Ultimatum - Il ritorno dello sciacallo (The Bourne Ultimatum), regia di Paul Greengrass
- Harry Potter e l'Ordine della Fenice  (Harry Potter and the Order of the Phoenix) , regia di David Yates
- Ratatouille, regia di Brad Bird e Jan Pinkava
- L'assassinio di Jesse James per mano del codardo Robert Ford (The Assassination of Jesse James by the Coward Robert Ford), regia di Andrew Dominik
- Zodiac, regia di David Fincher

 Miglior attore 
- James McAvoy - Espiazione (Atonement)
- Gerard Butler - 300
- Daniel Radcliffe - Harry Potter e l'Ordine della Fenice (Harry Potter and the Order of the Phoenix)
- Simon Pegg - Hot Fuzz
- Matt Damon - The Bourne Ultimatum - Il ritorno dello sciacallo (The Bourne Ultimatum)

 Miglior attrice 
- Keira Knightley - Espiazione (Atonement)
- Angelina Jolie - A Mighty Heart - Un cuore grande (A Mighty Heart)
- Cate Blanchett - Elizabeth: The Golden Age
- Emma Watson - Harry Potter e l'Ordine della Fenice  (Harry Potter and the Order of the Phoenix)
- Katherine Heigl - Molto incinta (Knocked Up)

 Miglior regista 
- David Yates – Harry Potter e l'Ordine della Fenice  (Harry Potter and the Order of the Phoenix)
- Joe Wright – Espiazione (Atonement)
- Edgar Wright – Hot Fuzz
- Paul Greengrass – The Bourne Ultimatum - Il ritorno dello sciacallo (The Bourne Ultimatum)
- David Fincher – Zodiac

 Miglior debutto 
- Sam Riley - Control
- Saoirse Ronan - Espiazione (Atonement)
- Gemma Arterton - St. Trinian's
- Thomas Turgoose - This Is England
- Shia LaBeouf - Transformers

 Miglior thriller 
- American Gangster, regia di Ridley Scott
- Disturbia, regia di D. J. Caruso
- La promessa dell'assassino (Eastern Promises), regia di David Cronenberg
- The Bourne Ultimatum - Il ritorno dello sciacallo (The Bourne Ultimatum), regia di Paul Greengrass
- Zodiac, regia di David Fincher

 Miglior commedia 
- Hot Fuzz, regia di Edgar Wright
- Molto incinta (Knocked Up), regia di Judd Apatow
- Ratatouille, regia di Brad Bird e Jan Pinkava
- Run Fatboy Run, regia di David Schwimmer
- Suxbad - Tre menti sopra il pelo (Superbad), regia di Greg Mottola

Miglior horror
- 28 settimane dopo  (28 Weeks Later), regia di Juan Carlos Fresnadillo
- 1408, regia di Mikael Håfström
- 30 giorni di buio (30 Days of Night), regia di David Slade
- Grindhouse - A prova di morte (Death Proof), regia di Quentin Tarantino
- Saw IV, regia di Darren Lynn Bousman

 Miglior sci-fi/fantasy 
- Stardust, regia diMatthew Vaughn
- 300, regia di Zack Snyder
- Harry Potter e l'Ordine della Fenice (Harry Potter and the Order of the Phoenix), regia di David Yates
- Sunshine, regia di Danny Boyle
- Transformers, regia di Michael Bay

 Miglior film britannico 
- Espiazione  (Atonement), regia di Joe Wright
- Control, regia di Anton Corbijn
- Hot Fuzz, regia di Edgar Wright
- Sunshine, regia di Danny Boyle
- This Is England, regia di Shane Meadows

 Miglior colonna sonora 
- Control
- Espiazione (Atonement)
- Hairspray - Grasso è bello (Hairspray)
- Harry Potter e l'Ordine della Fenice (Harry Potter and the Order of the Phoenix)
- Once (Una volta) (Once)

## Premi Onorari
- Outstanding Contribution to British Film: Shane Meadows

- Inspiration Award: Guillermo del Toro

- Icon Award: Ewan McGregor